# Пливање на Летњим олимпијским играма 2024 — 200 м делфин за мушкарце
Трке на 200 метара делфин стилом за мушкарце на Летњим олимпијским играма 2024. одржале су се 30. јула (квалификације и полуфинале) и 31. јула (финале) на базену Дефанс арене у Паризу. Трка на 100 метара делфин стилом је по 18. пут била део званичног олимпијског програма од њеног званичног дебија на ЛОИ 1956. године. 
За трке у овој дисциплини било је пријављено 28 такмичара из 23 земље. 
Титулу олимпијског победника освојио је Француз Леон Маршан, који је у финалу испливао и нови олимпијски реорд са временом од 1:51.21 минут. Сребрну медаљу је освојио мађарски репрезентативац Криштоф Милак, док је бронза припала Иљи Харуну из Канаде.

## Освајачи медаља
|                   | Резултат |                     | Резултат |                 | Резултат |
|                   |          |                     |          |                 |          |
| Леон Маршан (FRA) | 1:51.21  | Криштоф Милак (HUN) | 1:51.75  | Иља Харун (CAN) | 1:52.80  |

## Званични рекорди
Пре почетка такмичења, званични рекорди у овој дисциплини су били следећи:
|                      | Име                 | Резултат | Место                 | Датум         |
| -------------------- | ------------------- | -------- | --------------------- | ------------- |
| Светски рекорд СР    | Криштоф Милак (МАЂ) | 1:50.34  | Будимпешта (Мађарска) | 21. јун 2022. |
| Олимпијски рекорд ОР | Криштоф Милак (МАЂ) | 1:51.25  | Токио (Јапан)         | 28. јул 2021. |

Током трајања такмичења постављен је следећи рекорд:
| Датум   | Трка   | Пливач      | Репрезентација | Резултат | Рекорд |
| ------- | ------ | ----------- | -------------- | -------- | ------ |
| 31. јул | финале | Леон Маршан | Француска      | 1:51.21  | ОР     |

## Квалификационе норме
Квалификациона норма за учешће у овој дисциплини износила је 1:55.78 и сви пливачи који су испливали трку у том времену на неком од званичних такмичења у периоду између 1. марта 2023. и 23. јуна 2024, стекли су право да учествују на Ирама у Паризу. У случају да довољан број пливача нема испливану квалификациону норму, следећи параметар је било селекционо време од 1:56.36 секунди. Свака од земаља је имала право да учествује са по максимално два такмичара по дисциплини, под условом да оба такмичара имају испливану квалификациону норму. Одређен број учесничких квота је попуњен на основу специјалних позивница земљама које немају квалификованих спортиста у пливању.

## Резултати квалификација
Квалификационе трке у дисциплини 200 метара делфин стилом за мушкарце су пливане 30. јула у јутарњем делу програма, са почетком од 11.00 часова по локалном времену (UTC+2). У квалификацијама је учествовало 28 пливача из 23 земље, пливало се у 4 квалификационе групе, а директан пласман у полуфинале остварило је 16 пливача са најбољим резултатима.
| Пласман | Трка | Стаза | Пливач              | НОК                       | Резултат | Нап. |
| ------- | ---- | ----- | ------------------- | ------------------------- | -------- | ---- |
| 1.      | 3    | 4     | Криштоф Милак       | Мађарска                  | 1:53.92  | КВ   |
| 2.      | 2    | 5     | Иља Харун           | Канада                    | 1:54.06  | КВ   |
| 3.      | 3    | 6     | Ное Понти           | Швајцарска                | 1:54.77  | КВ   |
| 4.      | 4    | 2     | Алберто Рацети      | Италија                   | 1:54.78  | КВ   |
| 5.      | 3    | 2     | Мартин Еспернбергер | Аустрија                  | 1:55.19  | КВ   |
| 6.      | 4    | 4     | Леон Маршан         | Француска                 | 1:55.26  | КВ   |
| 7.      | 2    | 2     | Микал Хмјелевски    | Пољска                    | 1:55.28  | КВ   |
| 8.      | 2    | 3     | Ванг Куанхунг       | Кинески Тајпеј            | 1:55.32  | КВ   |
| 9.      | 4    | 5     | Кшиштоф Хмјелевски  | Пољска                    | 1:55.42  | КВ   |
| 10.     | 2    | 1     | Крегор Зирк         | Естонија                  | 1:55.52  | КВ   |
| 11.     | 3    | 5     | Томас Хејлман       | Сједињене Америчке Државе | 1:55.74  | КВ   |
| 12.     | 3    | 3     | Ђакомо Карини       | Италија                   | 1:55.81  | КВ   |
| 13.     | 4    | 3     | Генки Теракадо      | Јапан                     | 1:55.82  | КВ   |
| 14.     | 3    | 7     | Арбидел Гонзалез    | Шпанија                   | 1:55.86  | КВ   |
| 15.     | 4    | 7     | Ким Минсап          | Јужна Кореја              | 1:56.02  | КВ   |
| 16.     | 4    | 6     | Ричард Мартон       | Мађарска                  | 1:56.03  | КВ   |
| 17.     | 2    | 6     | Лука Урландо        | Сједињене Америчке Државе | 1:56.18  |      |
| 18.     | 4    | 8     | Николас Албиеро     | Бразил                    | 1:56.49  |      |
| 19.     | 1    | 4     | Петар Мицин         | Бугарска                  | 1:57.03  |      |
| 20.     | 2    | 7     | Метју Сејтс         | Јужноафричка Република    | 1:57.04  |      |
| 21.     | 2    | 8     | Луис Клербурт       | Нови Зеланд               | 1:57.12  |      |
| 22.     | 2    | 4     | Томору Хонда        | Јапан                     | 1:57.30  |      |
| 23.     | 3    | 1     | Метју Темпл         | Аустралија                | 1:57.39  |      |
| 24.     | 3    | 8     | Денис Кесил         | Украјина                  | 1:57.72  |      |
| 25.     | 1    | 5     | Рамил Вализада      | Азербејџан                | 1:59.77  |      |
| 26.     | 1    | 3     | Матин Балсини       | Избеглички тим            | 2:00.77  |      |
| 27.     | 1    | 6     | Хералд Ернандез     | Никарагва                 | 2:06.80  |      |
| 28.     | 4    | 1     | Њу Гуангшенг        | Кина                      | НН       |      |

## Резултати полуфинала
Полуфиналне трке су пливане 30. јула у вечерњем делу програма, са почетком од 20.44 часова по локалном времену. Директан пласман у финале остварило је 8 пливача са најбољим резултатима полуфинала.
| Пласман | Трка | Стаза | Пливач              | НОК                       | Резултат | Нап.  |
| ------- | ---- | ----- | ------------------- | ------------------------- | -------- | ----- |
| 1.      | 2    | 4     | Криштоф Милак       | Мађарска                  | 1:52.72  | КВ    |
| 2.      | 1    | 3     | Леон Маршан         | Француска                 | 1:53.50  | КВ    |
| 3.      | 1    | 4     | Иља Харун           | Канада                    | 1:54.01  | КВ    |
| 4.      | 2    | 5     | Ное Понти           | Швајцарска                | 1:54.14  | КВ НР |
| 5.      | 1    | 2     | Крегор Зирк         | Естонија                  | 1:54.22  | КВ НР |
| 6.      | 2    | 2     | Кшиштоф Хмјелевски  | Пољска                    | 1:54.28  | КВ    |
| 7.      | 1    | 5     | Алберто Рацети      | Италија                   | 1:54.51  | КВ    |
| 8.      | 2    | 3     | Мартин Еспернбергер | Аустрија                  | 1:54.62  | КВ    |
| 9.      | 2    | 6     | Микал Хмјелевски    | Пољска                    | 1:54.64  |       |
| 10.     | 2    | 7     | Томас Хејлман       | Сједињене Америчке Државе | 1:54.87  |       |
| 11.     | 1    | 6     | Ванг Куанхунг       | Кинески Тајпеј            | 1:55.07  |       |
| 12.     | 1    | 7     | Ђакомо Карини       | Италија                   | 1:55.20  |       |
| 13.     | 2    | 8     | Ким Минсап          | Јужна Кореја              | 1:55.22  |       |
| 14.     | 1    | 8     | Ричард Мартон       | Мађарска                  | 1:55.93  |       |
| 15.     | 2    | 1     | Генки Теракадо      | Јапан                     | 1:56.21  |       |
| 16.     | 1    | 1     | Арбидел Гонзалез    | Шпанија                   | 1:56.26  |       |

## Резултати финала
Финална трка је пливана 31. јула у вечерњем делу програма, са почетком од 20.37 по локалном времену.
| Пласман | Стаза | Пливач              | НОК        | Резултат | Нап.  |
| ------- | ----- | ------------------- | ---------- | -------- | ----- |
|         | 5     | Леон Маршан         | Француска  | 1:51.21  | ОР НР |
| 2       | 4     | Криштоф Милак       | Мађарска   | 1:51.75  |       |
| 3       | 3     | Иља Харун           | Канада     | 1:52.80  | НР    |
| 4.      | 7     | Кшиштоф Хмјелевски  | Пољска     | 1:53.90  |       |
| 5.      | 6     | Ное Понти           | Швајцарска | 1:54.14  | = НР  |
| 6.      | 8     | Мартин Еспернбергер | Аустрија   | 1:54.17  | НР    |
| 7.      | 2     | Крегор Зирк         | Естонија   | 1:54.55  |       |
| 8.      | 1     | Алберто Рацети      | Италија    | 1:54.85  |       |